# Aphelandra modesta
Aphelandra modesta là một loài thực vật có hoa trong họ Ô rô. Loài này được (Mildbr.) Wassh. mô tả khoa học đầu tiên năm 1996.